# Mauritz Pousette
Mauritz Constantin Pousette, född 1 juli 1824 i Stockholm, död 27 februari 1883 i Hedvig Eleonora församling i Stockholm, var en svensk skådespelare.

## Biografi
Mauritz Constantin Pousette var son till juveleraren Carl Anders Pousette (1792–1873) och Carolina Sophia Sundberg (1794–1859).
Pousette var engagerad hos hovsekreterare Berggren, P. Deland och Stjernström. Han hade eget sällskap tillsammans med Oscar Andersson och Wilhelm Åhman 1863–1867 i landsorten och på Humlegårdsteatern i Stockholm. Han var engagerad vid Mindre teatern i Stockholm och Nya teatern i Göteborg 1867–1874 samt vid Nya teatern i Stockholm 1874–1883. Bland de roller han gestaltade märks Carl IX i Bartholomeinatten, Ingomar i Skogens son, Posa i Don Carlos, Narcisse Rameau, Erasmus Montanus, Carl II i Don Cesar de Bazano och Gaston i Klädeshandlaren och hans måg.
Han var först gift med skådespelaren Charlotte Pousette (1832–1877) och därefter med skådespelaren Johanna Vilhelmina ”Mina” Hagelin (1849–1929). Han hade en dotter Cecilia Constance Amalia Sofia Pousette (1863–1928), som blev lärare, och en son Mauritz Ingemar Pousette (1881–1952), som blev ingenjör.

## Teater

### Roller (ej komplett)
| År   | Roll                 | Produktion | Teater      |
| ---- | -------------------- | --- | ----------- |
| 1875 | Byggmästare Jacobsen | Ett handelshus Bjørnstjerne Bjørnson                                                                                     | Nya teatern |
| 1875 | Gil Perez            | Farinelli eller Kungen och sångaren Jules-Henri Vernoy de Saint-Georges, Auguste Pittaud de Forges och Adolphe de Leuven | Nya teatern |
| 1875 |                      | Tadelskolan Richard Brinsley Sheridan                                                                                    | Nya teatern |
| 1875 | Peder Stolpe         | Siri Brahe och Johan Gyllenstierna Gustav III                                                                            | Nya teatern |
| 1876 | Axel Oxenstierna     | Drottning Christina Jeanette Stjernström                                                                                 | Nya teatern |
| 1876 | Gustav II Adolf      | Regina von Emmeritz Zacharias Topelius och August Söderman                                                               | Nya teatern |
| 1876 | Informatorn          | Amors genistreck Henrik Hertz                                                                                            | Nya teatern |
| 1876 | Amtmannen            | De nygifta Bjørnstjerne Bjørnson                                                                                         | Nya teatern |
| 1876 |                      | I Sverige 1676 Louise Stjernström                                                                                        | Nya teatern |
| 1877 | Kapten Örn           | De oförsonlige Ernst Lundquist                                                                                           | Nya teatern |
| 1877 | Doktor Tholosan      | Många vänner, lite vänskap Victorien Sardou                                                                              | Nya teatern |